# Bissezeele
Bissezeele település Franciaországban, Nord megyében. Lakosainak száma 242 fő (2022. január 1.). Bissezeele Socx, Crochte és Esquelbecq községekkel határos.

## Népesség
A település népességének változása:
| Lakosok száma | 236  | 240  | 245  | 247  | 249  | 253  | 250  | 246  | 242  |
|               | 2013 | 2015 | 2016 | 2017 | 2018 | 2019 | 2020 | 2021 | 2022 |